# Ніклас Гедль
Ніклас Гедль (нім. Niklas Hedl, нар. 17 березня 2001, Відень) — австрійський футболіст, воротар віденського «Рапіда» та національної збірної Австрії.

## Клубна кар'єра
Народився 17 березня 2001 року у Відні. Вихованець футбольної школи місцевого «Рапіда».
У дорослому футболі дебютував 2018 року виступами за «Рапід-2», в якій провів три сезони, взявши участь у 56 матчах чемпіонату. Від 2021 року почав залучатися до ігор головної команди віденського «Рапіда». Від початку сезону 2022/23 став основним голкіпером рідної команди.

## Виступи за збірні
Протягом 2021–2022 років залучався до складу молодіжної збірної Австрії. На молодіжному рівні зіграв у 12 офіційних матчах, пропустив 14 голів.
Восени 2022 року дебютував в офіційних матчах у складі національної збірної Австрії.

## Статистика виступів

### Статистика клубних виступів
Станом на 26 серпня 2022
| Сезон             | Команда           | Чемпіонат         | Чемпіонат | Чемпіонат | Національний кубок | Національний кубок | Національний кубок | Континентальні кубки | Континентальні кубки | Континентальні кубки | Інші змагання | Інші змагання | Інші змагання | Усього | Усього | Усього |
| Сезон             | Команда           | Ліга              | Ігор      | Голів     | Ліга               | Ігор               | Голів              | Ліга                 | Ігор                 | Голів                | Ліга          | Ігор          | Голів         | Ігор   | Голів  |        |
| ----------------- | ----------------- | ----------------- | --------- | --------- | ------------------ | ------------------ | ------------------ | -------------------- | -------------------- | -------------------- | ------------- | ------------- | ------------- | ------ | ------ | ------ |
| 2021–22           | «Рапід» (Відень)  | БЛ                | 10        | -11       | КА                 | 0                  | 0                  | ЛЄ+ЛК                | 0+1                  | 0 + -2               | -             | -             | -             | 11     | -13    |        |
| 2022–23           | «Рапід» (Відень)  | БЛ                | 31        | -46       | КА                 | 5                  | -4                 | ЛК                   | 6                    | -5                   | -             | -             | -             | 42     | -55    |        |
| Усього за кар'єру | Усього за кар'єру | Усього за кар'єру | 41        | -57       |                    | 5                  | -4                 |                      | 7                    | -7                   |               | -             | -             | 53     | -68    |        |

### Статистика виступів за збірну
Станом на 20 травня 2024
| Дата       | Місто  | Господарі | Результат | Гості   | Турнір           | Голи | Примітки |
| ---------- | ------ | --------- | --------- | ------- | ---------------- | ---- | -------- |
| 16-11-2022 | Малага | Андорра   | 0 – 1     | Австрія | товариський матч | -    | 46'      |
| Усього     |        | Матчів    | 1         |         | Голів            | 0    |          |

| Дата       | Місто                  | Господарі   | Результат | Гості             | Турнір                             | Голи | Примітки |
| ---------- | ---------------------- | ----------- | --------- | ----------------- | ---------------------------------- | ---- | -------- |
| 27-3-2021  | Сан-Педро-дель-Пінатар | Австрія     | 10 – 0    | Саудівська Аравія | Товариський матч                   | -    | 60'      |
| 29-3-2021  | Сан-Педро-дель-Пінатар | Австрія     | 2 – 0     | Польща            | Товариський матч                   | -    | 45'      |
| 4-6-2021   | Рітцинг                | Австрія     | 2 – 1     | Словаччина        | Товариський матч                   | -1   | 46'      |
| 3-9-2021   | Драммен                | Норвегія    | 3 – 1     | Австрія           | Кваліфікація молодіжного Євро-2023 | -3   |          |
| 7-9-2021   | Рід-ім-Іннкрайс        | Австрія     | 6 – 0     | Азербайджан       | Кваліфікація молодіжного Євро-2023 | -    |          |
| 8-10-2021  | Пярну                  | Естонія     | 0 – 4     | Австрія           | Кваліфікація молодіжного Євро-2023 | -    |          |
| 12-10-2021 | Тампере                | Фінляндія   | 3 – 1     | Австрія           | Кваліфікація молодіжного Євро-2023 | -3   |          |
| 12-11-2021 | Баку                   | Азербайджан | 0 – 3     | Австрія           | Кваліфікація молодіжного Євро-2023 | -    |          |
| 16-11-2021 | Рід-ім-Іннкрайс        | Австрія     | 1 – 3     | Хорватія          | Кваліфікація молодіжного Євро-2023 | -3   |          |
| 25-3-2022  | Вараждин               | Хорватія    | 0 – 0     | Австрія           | Кваліфікація молодіжного Євро-2023 | -    |          |
| 29-3-2022  | Рід-ім-Іннкрайс        | Австрія     | 2 – 1     | Норвегія          | Кваліфікація молодіжного Євро-2023 | -1   |          |
| 2-6-2022   | Рід-ім-Іннкрайс        | Австрія     | 2 – 3     | Фінляндія         | Кваліфікація молодіжного Євро-2023 | -3   |          |
| Усього     |                        | Матчів      | 12        |                   | Голів                              | -14  |          |